# Dejan Đurđević
Dejan Đurđević, cyr. Дejaн Ђуpђeвић (ur. 4 lipca 1967 w Lazarevacu) – serbski piłkarz, grający na pozycji pomocnika, trener piłkarski.

## Kariera piłkarska
Karierę piłkarską rozpoczął w miejscowej drużynie Kolubara Lazarevac, skąd w 1989 roku został zaproszony do OFK Beograd. Latem 1993 przeszedł do Apollon Smyrnis, ale po roku powrócił do OFK Beograd. W 1997 wyjechał do Szwecji, gdzie do 2000 bronił barw klubów Vasalunds IF i AIK Fotboll. W 2000 ponownie wrócił do OFK Beograd, w którym zakończył karierę piłkarza w roku 2002.

## Kariera trenerska
Po zakończeniu kariery piłkarza rozpoczął pracę szkoleniowca. Najpierw trenował juniorską drużynę rodzimego OFK Beograd. Od 2007 do 2008 pracował z juniorską reprezentację Serbii. W sezonie 2008/09 prowadził FK Čukarički, a potem stał na czele OFK Beograd. 28 grudnia 2011 został mianowany na stanowisko głównego trenera Paxtakoru Taszkent, którym kierował do 20 czerwca 2012. Potem powrócił do ojczyzny, gdzie od 3 października 2012 do 22 kwietnia 2013 stał na czele FK Radnički 1923 Kragujevac. W sezonie 2014/15 ponownie prowadził OFK Beograd. 6 lipca 2015 został zaproszony na stanowisko dyrektora technicznego Paxtakoru Taszkent.

## Sukcesy i odznaczenia

### Sukcesy piłkarskie
AIK Fotboll
- zdobywca Pucharu Szwecji: 1999

### Sukcesy trenerskie
OFK Beograd
- brązowy medalista Mistrzostw Serbii: 2010